# Matthias Adriaan Beelaerts van Blokland
Jhr. Matthias Adriaan Beelaerts van Blokland (Pei-tai-ho (China), 3 augustus 1910 - 's-Gravenhage, 14 oktober 1990) was ambtenaar, ambassadeur en voorzitter van de Hoge Raad van Adel.

## Biografie
Beelaerts was een lid van de familie Beelaerts en een zoon van minister jhr. mr. Frans Beelaerts van Blokland (1872-1956) en jkvr. Maria Adriana Snoeck (1873-1948), hofdame van koningin Wilhelmina. Hij trouwde in 1937 met Vincentia Regina barones van Tuyll van Serooskerken, vrouwe van Coelhorst (1916-1957), met wie hij drie kinderen kreeg.
Beelaerts studeerde rechten aan de Universiteit Leiden waarna hij vanaf 1937 ambtenaar was op het ministerie van Economische Zaken en in 1945 in dienst trad van de Billiton Maatschappij te Batavia. In 1952 werd hij ambtenaar bij het ministerie van Buitenlandse Zaken waarvoor hij in 1966 ambassadeur in Zambia werd, en in 1972 ook voor Botswana, met standplaats Lusaka; dat bleef hij tot zijn pensionering in 1975.
Beelaerts was de zoon van een voorzitter van de Hoge Raad van Adel en was zelf ook geïnteresseerd in genealogie. Hij publiceerde vanaf 1942 over Nederlandse geslachten, met name in De Nederlandsche Leeuw, en postuum verscheen daarin zijn laatste artikel in 1990. In 1956, na het overlijden van zijn vader, werd hij lid van de Hoge Raad van Adel en vanaf 1960 tot 1966 was hij voorzitter van dat college. In die laatste periode viel de viering van het 150-jarig bestaan van de raad en hij werkte mee aan het jubileumboek De Hoge Raad van Adel. Hij was vanaf 1956 ook bestuurslid van de Stichting Centraal Bureau voor Genealogie. Toen hij in 1966 naar Afrika werd uitgezonden legde hij die beide functies neer.
Jhr. mr. M.A. Beelaerts van Blokland overleed in 1990 op 80-jarige leeftijd. De toenmalige secretaris van de Hoge Raad van Adel, Schutte, wijdde daarna aan hem een 'In memoriam'.